# El Agua Dulcita
El Agua Dulcita är en ort i Honduras.   Den ligger i departementet Departamento de Comayagua, i den västra delen av landet, 90 km nordväst om huvudstaden Tegucigalpa. El Agua Dulcita ligger 1 067 meter över havet och antalet invånare är 1 017.
Terrängen runt El Agua Dulcita är lite bergig. Runt El Agua Dulcita är det ganska tätbefolkat, med 86 invånare per kvadratkilometer. Närmaste större samhälle är Siguatepeque, 14,3 km sydväst om El Agua Dulcita.  